# Lago Futalaufquen

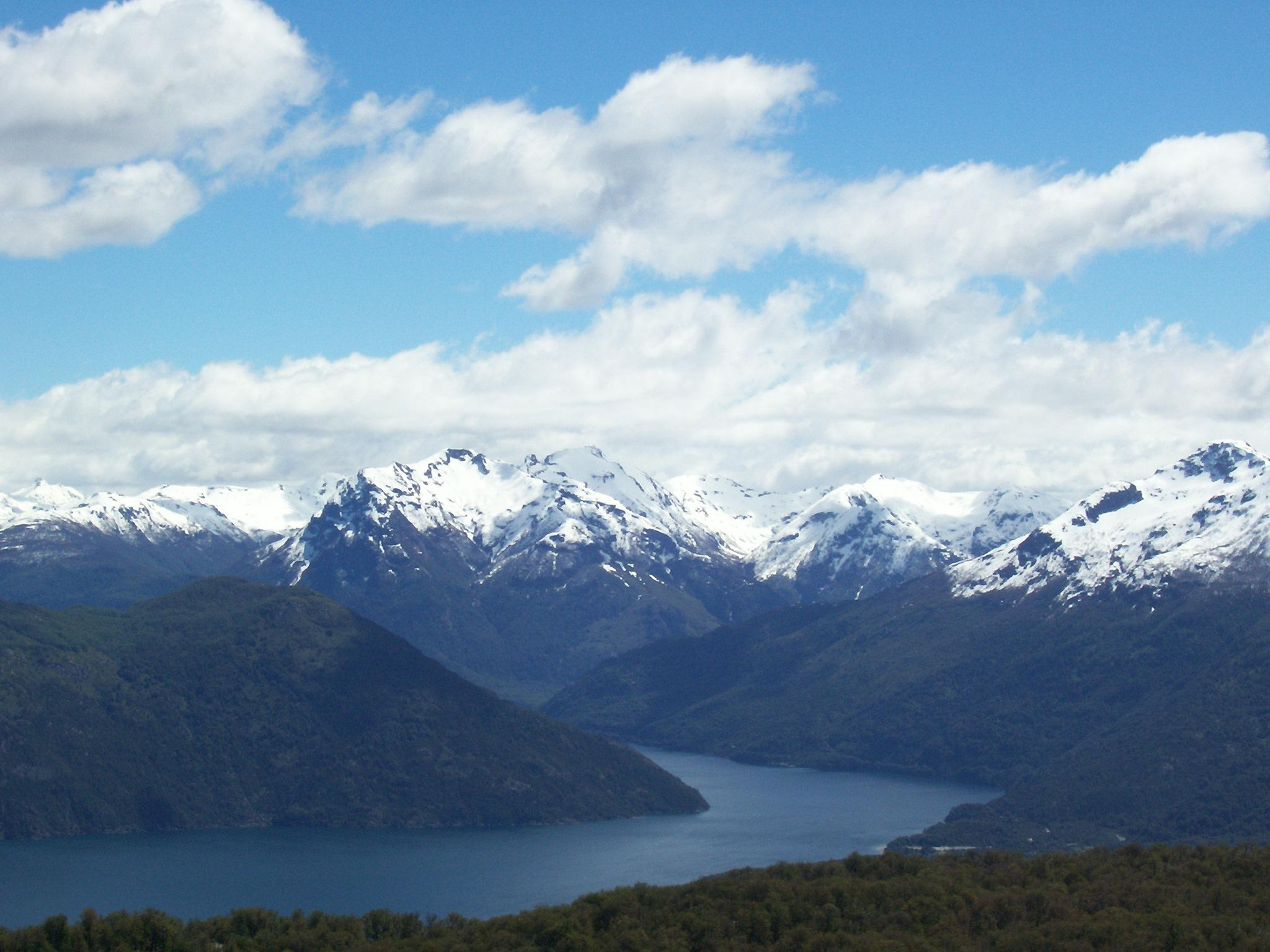
Otra vista del lago

El lago Futalaufquen es un lago de Argentina de origen glaciar que se encuentra en la Patagonia, en el parque nacional Los Alerces, en la provincia del Chubut. Pertenece a la cuenca superior del río Yelcho. El origen del nombre proviene de la lengua mapudungún, de futa, que significa «grande» y laufquen, «lago». 
Tiene una profundidad media de 150 metros y una superficie de 4460 hectáreas. El río Arrayanes lo une al lago Verde. Otros afluentes son el río Stange y el río Nalcodero. El lago desagua sobre el lago Krüger, que luego forma el río Frey y desemboca en el embalse Amutuy Quimey, la fuente del  río Futaleufú, que, vía lago Yelcho y río Yelcho, acaba en el océano Pacífico.

## Flora y fauna
La zona del lago Futalaufquen registra abundantes recursos de fauna y flora, entre los que destacan:
- Avifauna: pato de anteojos (Anas Specularis), una especie endémica;
- Flora característica: poblaciones de alerce (Fitzroya cupressoides) y coihue (Nothofagus spp.);
- Peces: peladilla listada (Haplochiton zebra), pejerrey patagónico (Basilichtys microlepidotus), puyén chico (Galaxias maculatus), puyén grande (G. platei), trucha criolla o de "boca chica" (Percichthys trucha), otuno o bagre sapo (Diplomystes viedmensis), trucha arco iris (Oncorhynchus mykiss) y trucha de arroyo (Salvelinus fontinalis);
- Anfibios: sapito de tres rayas (Bufo variegatus) y sapos (Bufo spinolosus y Batrachyla fitzroya).

## Enlaces externos

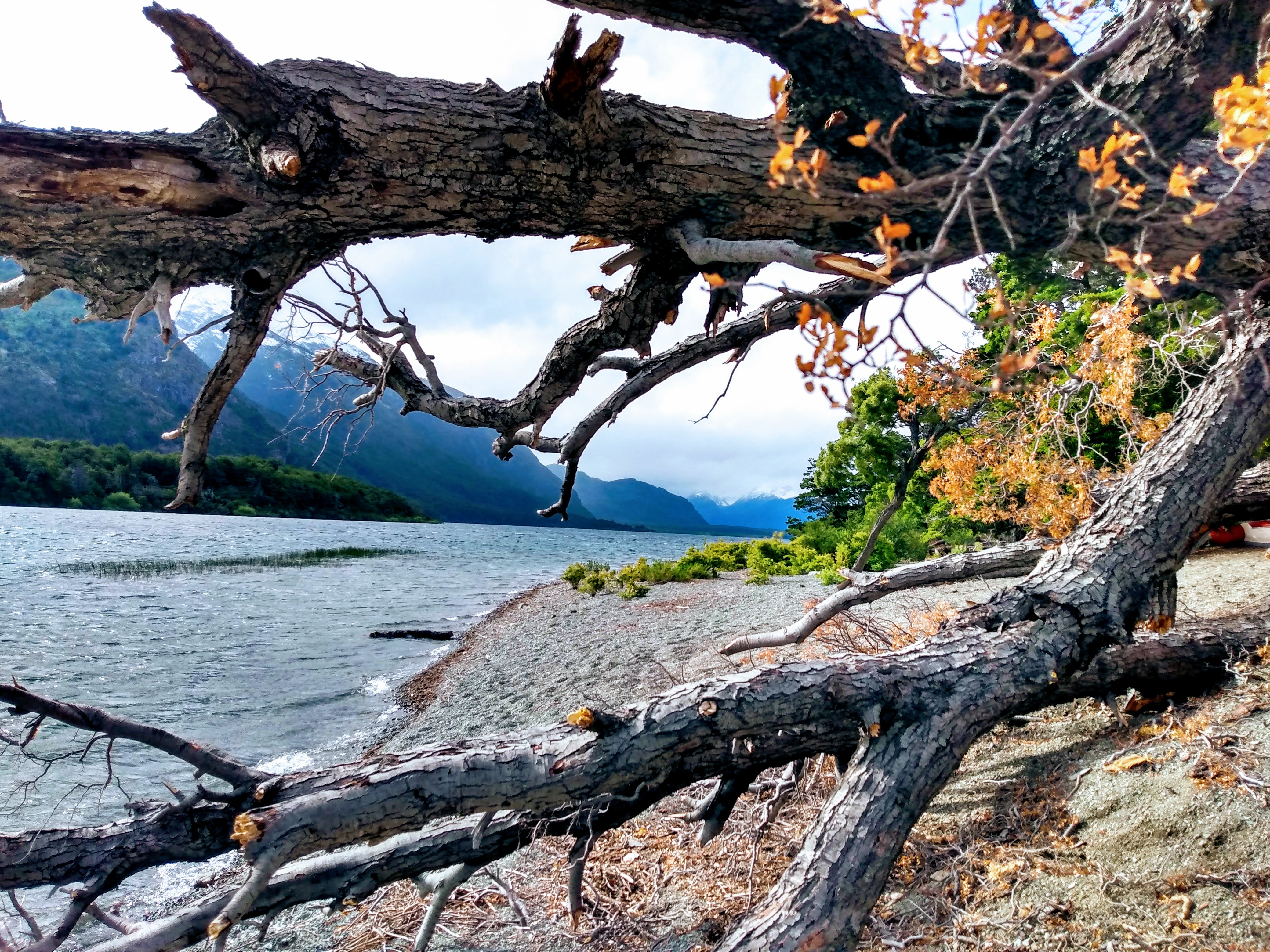
Encuentro lago Futalufquen con río Arrayanes